# Euphrasia hookeri
Euphrasia hookeri är en snyltrotsväxtart som beskrevs av Richard von Wettstein. Euphrasia hookeri ingår i släktet ögontröster, och familjen snyltrotsväxter. Inga underarter finns listade i Catalogue of Life.